# Onga (Fukuoka)
Onga (遠賀町, Onga-machi) est un bourg du district d'Onga, dans la préfecture de Fukuoka, au Japon.

## Géographie

### Démographie
Au 1er septembre 2014, la population d'Onga s'élevait à 19 007 habitants répartis sur une superficie de 22,14 km2.